# Груаро
Груа̀ро (на италиански: Gruaro; на фриулски: Gruâr, Груар, на венециански: Gruèr, Груер) е малко градче и община в Северна Италия, провинция Венеция, регион Венето. Разположено е на 10 m надморска височина. Населението на общината е 2816 души (към 2014 г.).